# アルスラン・ハン
アルスラン・ハン（Arslan Khan、生没年不詳）は、カルルクの君主。

## 概要
モンゴル皇帝のチンギス・カンに降伏して、チンギス・カンからサルタクタイに任命された。サルタクタイは、タジク人の代名詞であり、チンギス・カンの息子の一人の名前でもあった。